# Barbacoll de Wagler
El barbacoll de Wagler (Hypnelus ruficollis) és una espècie d'ocell de la família dels bucònids (Bucconidae) que habita boscos poc densos del nord i est de Colòmbia i nord-oest, nord i centre de Veneçuela. Sovint és considerat coespecífic de Hypnelus bicinctus.